# 索洛尼夫
50°22′11″N 25°9′44″E / 50.36972°N 25.16222°E
索洛尼夫（烏克蘭語：Солонів），是烏克蘭西北部的村莊，隸屬里夫內州的杜布諾區。該村始建於1545年，面積0.78平方公里，海拔高度193米，人口200，人口密度每平方公里335人。